# Nanjung Ilgi

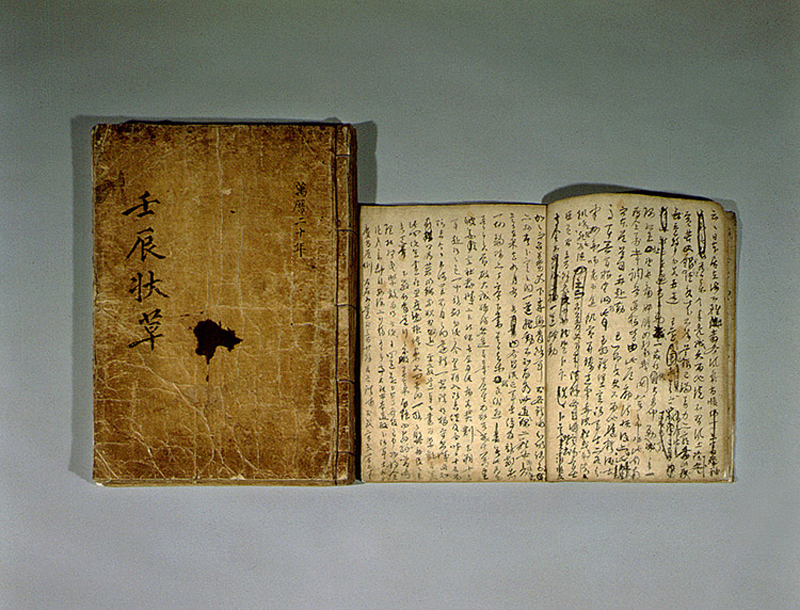
Diario de Yi Sun-sin

El Nanjung Ilgi o el Diario de Guerra de Yi Sun-sin es el diario personal del almirante Yi Sun-sin (Hangul : 이순신, Hanja : 李舜臣), un comandante naval coreano que vivió durante la Dinastía Joseon. Fue escrito entre el 1 de enero de 1592 y el 17 de noviembre de 1598, una narración en primera persona de la perspectiva del almirante sobre las invasiones japonesas de Corea a fines del siglo XVI. Es el tesoro nacional número 76 de Corea y figura en el registro de la Memoria del Mundo de la UNESCO.

## Contenido
El original Nanjung Ilgi consta de 205 páginas en folio divididas en 7 volúmenes. Las entradas detallan la vida diaria del almirante en un campamento militar, sus estrategias, sus campañas navales, los nombres y disposiciones de varios oficiales militares y funcionarios civiles con quienes interactuó el Almirante Yi, detalles geográficos y atmosféricos, y sus observaciones personales y comentarios sobre Los acontecimientos y circunstancias de su mando militar. Estas entradas no son continuas: hay interrupciones en la narrativa en todo el diario, representativas de los períodos de tiempo en los que el Almirante Yi no pudo mantener las entradas diarias. También hay cierta superposición entre los Volúmenes 5 y 6, donde el Almirante Yi aparentemente luego revisó las entradas anteriores.